# Safranek Anna

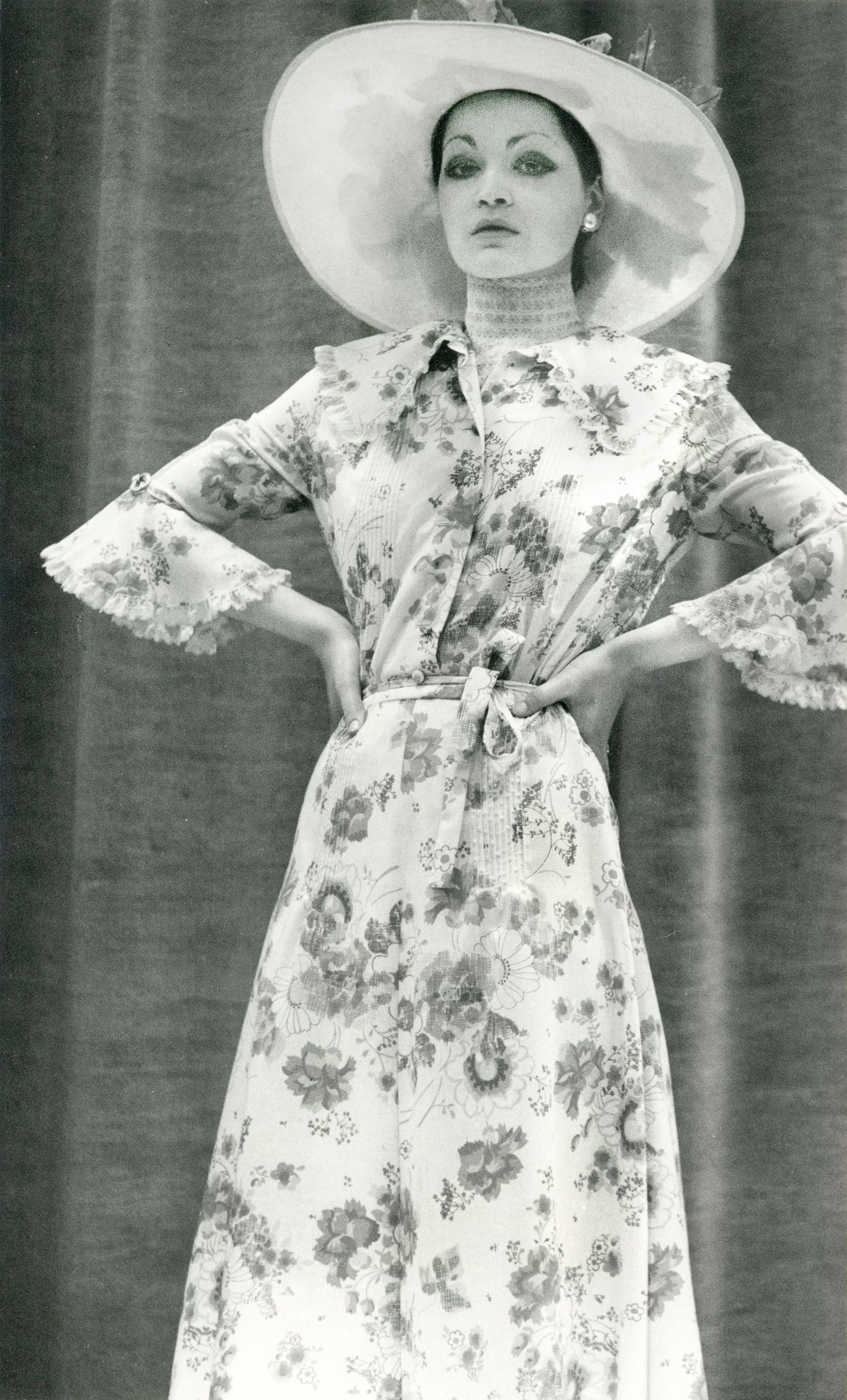
Martin Gábor felvétele

Safranek Anna, ismert nevén Safi (Budapest, 1954. március 3.–) magyar modell, manöken, rendező, újságíró.

## Élete
Tizenkilenc évesen készítették róla az első divatfotót. Hétéves korától balettozott, később jött az akrobatikus tánc, és szteppelni is megtanult. Édesapja elvitte az OKISZ Laborba, ahol Várnai Zsóka művészeti vezető fogadta. Végül felvették manökennek.
Már az 1960–1970-es években ismert modell, sztármanöken volt, amikor még csak 10-20 manöken volt a szakmában. A szocializmusban kevés modell volt, ezért a nevüket is ismerték, mivel sokat szerepeltek a divatlapokban, divatbemutatókon, ismertek voltak. Tizennyolc évesen lett manöken.
Ezekben az időkben a sportolókon kívül szinte csak Ők voltak, manökenek, akik által megismerhették a világban Magyarországot. Sok országban mutatott be ruhákat, például, még a későbbi időkben is, Ausztria-ban az Ostermann cégnek.
Címlapokon, heti- és havilapokban egyaránt szerepelt, így az Ez a Divat hasábjain is, az ismert divatlapnál az elsők között dolgozott Zsigmond Márta főszerkesztő mellett, modellként. Az Ez a Divat szerkesztőségénél ekkoriban már nem a divatjamúlt, mereven, pózba beállított fotózást, hanem a mozgás közben történő, divatos ruhákat bemutató fényképezést ismerő fotósok és modellek dolgoztak már együtt. A fotózási stílust elsőként Tálas Katival és Pataki Ágival együtt kezdték el megvalósítani. Így aztán a következő években az őket követő modellgeneráció már ezzel a mozgásstílussal kezdett el dolgozni. Safranek Anna is értette az instrukciókat. Egyre kevesebb lett a merev, „beállított” kép az Ez a Divat lapjaiban.
Karrierje során több fotóssal is dolgozott, de Módos Gábor, és Fenyő János fotóművészekkel szeretett dolgozni elsősorban. Rendszeresen lépett fel divatbemutatókon az OKISZ-labor, MDI (Magyar Divat Intézet) és más intézmények szervezésében. Több évtizeden keresztül volt manöken.
Harmincévesen hagyta abba manöken munkáját. Először egy butikban dolgozott, aztán elindította a Safi manökeniskolát 1995-ben, és bemutatókat is szervezett.
Munkáját két ok miatt hagyta abba: Egyrészt, mert az új trend szerint 176 cm magasságúak lettek a modellek, és alacsonynak érezte magát, másrészt tévéfilmeket készített. Például a Topmodell, vagy a Novo Moda divatműsort, utóbbinál szerkesztő volt Safranek Anna, Pataki Ágival közösen. Rendezett divatbemutatót Zoób Kati divattervezőnek, de újságíró is volt a Népszabadság nevű lapnál, a Kereskedők Lapjánál is, ahol például Lantos Piroska manökenről is írt.

## Filmszerepei
- Mrs. 'Arris Goes to Paris (tévéfilm, 1992)
- Az erőd (1979)

## Magánélete
Első férje Payer András zeneszerző, énekes volt, majd Sándor Pál rendező felesége lett. Testvére Safranek Károly színművész. Egy leánygyermeke van.